# Winter-Paralympics 2018/Snowboard
Bei den XII. Winter-Paralympics wurden zwischen dem 12. und 16. März 2018 in Jeongseon Alpine Centre zehn Snowboard-Wettbewerbe ausgetragen.

## Medaillenspiegel
| Platz | Land               | Gold | Silber | Bronze | Gesamt |
| ----- | ------------------ | ---- | ------ | ------ | ------ |
| 1     | Vereinigte Staaten | 5    | 5      | 3      | 13     |
| 2     | Niederlande        | 2    | 2      | 1      | 5      |
| 3     | Finnland           | 1    | —      | 1      | 2      |
| 3     | Japan              | 1    | —      | 1      | 2      |
| 5     | Australien         | 1    | —      | —      | 1      |
| 6     | Frankreich         | —    | 1      | 1      | 2      |
| 7     | Italien            | —    | 1      | —      | 1      |
| 7     | Österreich         | —    | 1      | —      | 1      |
| 9     | Australien         | —    | —      | 1      | 1      |
| 9     | Kroatien           | —    | —      | 1      | 1      |
| 9     | Spanien            | —    | —      | 1      | 1      |

## Frauen
| Disziplin      | Klasse        | Gold               | Gold               | Silber           | Silber          | Bronze           | Bronze           |
| 12. März 2018  | 12. März 2018 | 12. März 2018      | 12. März 2018      | 12. März 2018    | 12. März 2018   | 12. März 2018    | 12. März 2018    |
| -------------- | ------------- | ------------------ | ------------------ | ---------------- | --------------- | ---------------- | ---------------- |
| Snowboardcross | SB-LL1        | Brenna Huckaby     | Brenna Huckaby     | Amy Purdy        | Amy Purdy       | Cécile Hernandez | Cécile Hernandez |
| Snowboardcross | SB-LL2        | Bibian Mentel-Spee | Bibian Mentel-Spee | Lisa Bunschoten  | Lisa Bunschoten | Astrid Fina      | Astrid Fina      |
| 16. März 2018  |               |                    |                    |                  |                 |                  |                  |
| Banked Slalom  | SB-LL1        | Brenna Huckaby     | 0:56,17            | Cécile Hernandez | 0:56,53         | Amy Purdy        | 1:05,40          |
| Banked Slalom  | SB-LL2        | Bibian Mentel-Spee | 0:56,94            | Brittany Couri   | 0:59,87         | Lisa Bunschoten  | 1:00,04          |

## Männer
| Disziplin      | Klasse        | Gold              | Gold              | Silber            | Silber          | Bronze            | Bronze        |
| 12. März 2018  | 12. März 2018 | 12. März 2018     | 12. März 2018     | 12. März 2018     | 12. März 2018   | 12. März 2018     | 12. März 2018 |
| -------------- | ------------- | ----------------- | ----------------- | ----------------- | --------------- | ----------------- | ------------- |
| Snowboardcross | SB-UL         | Simon Patmore     | Simon Patmore     | Manuel Pozzerle   | Manuel Pozzerle | Mike Minor        | Mike Minor    |
| Snowboardcross | SB-LL1        | Mike Schultz      | Mike Schultz      | Chris Vos         | Chris Vos       | Noah Elliott      | Noah Elliott  |
| Snowboardcross | SB-LL2        | Matti Suur-Hamari | Matti Suur-Hamari | Keith Gabel       | Keith Gabel     | Gurimu Narita     | Gurimu Narita |
| 16. März 2018  |               |                   |                   |                   |                 |                   |               |
| Banked Slalom  | SB-UL         | Mike Minor        | 0:50,77           | Patrick Mayrhofer | 0:51,36         | Simon Patmore     | 0:51,99       |
| Banked Slalom  | SB-LL1        | Noah Elliott      | 0:51,90           | Mike Schultz      | 0:53,42         | Bruno Bosnjak     | 0:54,08       |
| Banked Slalom  | SB-LL2        | Gurimu Narita     | 0:48,68           | Evan Strong       | 0:49,20         | Matti Suur-Hamari | 0:49,51       |